# Fânațele Mădărașului
Fânațele Mădărașului (węg. Szénáság) – wieś w Rumunii, w okręgu Marusza, w gminie Mădăraș. W 2011 roku liczyła 301 mieszkańców.